# 에코캡
에코캡(Ecocab Co. Ltd.)은 대한민국의 자동차용 케이블 및 전장부품 제조 기업이다. 본사는 울산 울주군 언양읍 반천반송산업로 137-66 (반천리, 에코캡주식회사)에 위치해 있으며 대표이사는 최영천이다.

## 제품
와이어링 하네스 등을 공급한다

## 상장
2018년 12월 5일에 주관사를 IBK투자증권으로 공모가 4,200원에 코스닥 시장에 상장하였다.

## 참고문헌
1. ↑  에코캡-퓨처EV, ‘전기차 부품 개발·신기술 협력’ 투자협약 체결, 매일경제, 2023-08-17
2. ↑  
에코캡, 퓨처이브이 지분 5% 확보… 전기차 부품 개발 투자협약 체결, 조선비즈, 2023-08-17
3. ↑  김윤교, 미국 전기차 리비안 주가 폭등에 에코캡·대원화성 급등…관련주 평균 4.778%↑, 탑스타뉴스, 2024-06-26